# Crisi parziale complessa
La crisi parziale complessa è un tipo di crisi epilettica. Essa è maggiormente dannosa rispetto ad una crisi parziale semplice; l'aggettivo "complessa" (contrapposto in questo caso a "semplice") sta ad indicare la perdita di coscienza da parte del soggetto. 

## Presentazione
Le crisi parziali complesse possono essere precedute da un'aura (crisi parziale semplice), nel caso di crisi parziali secondariamente generalizzate. Può iniziare con una sensazione di  déjà vu o jamais vu. La persona può provare paura, depressione e perdere il controllo di sé stesso. Spesso i pazienti riferiscono di vedere un tunnel o di avvertire cambiamenti nella percezione della dimensione degli oggetti. Una volta che la coscienza è indebolita la persona può fare dei movimenti automatici, o tic, come masticare o svestirsi. Ci può essere perdita di memoria (amnesia) per quanto riguarda la crisi. La crisi può non essere immediatamente riconoscibile ad un testimone non consapevole di quello che succede.
L'origine di questa crisi può variare, tuttavia spesso si origina nel lobo temporale del cervello, specie nell'ippocampo. La causa di questo tipo di crisi può essere ricercata nel malfunzionamento delle sinapsi nel cervello che causano una reazione a catena, con esplosioni elettriche che si manifestano con bruschi cambiamenti fisici e della personalità del paziente. Spesso l'attività elettrica anomala può propagarsi a tutto il cervello, causando una crisi secondaria generalizzata.
La crisi può presentarsi come episodio singolo o ripetuto, a tutte le età, anche se statisticamente è meno frequente nei bambini.